# 미국의 의료
미국에서 의료 행위는 많은 법적 실체들에 의해 제공된다. 의료 기관들은 대부분 사설 기관에 의해 소유되고 운영된다. 의료 보험 제도 또한 마찬가지인데, 노인 의료 보험이나 국민 의료 보조ㆍ소아 의료 보험과 노병 건강 관리국을 제외한 대부분의 의료 보험을 사설 기관이 제공한다. 적어도 인구의 15퍼센트는 전혀 보장이 되지 않고 있으며 그 외 상당 수의 인구도 의료 혜택을 알맞게 받지 못하고 있다. 미국은 그 어떤 나라보다도 개인이 의료에 쓰는 소비가 크며 투발루를 제외한 UN 가입국 중 어느 나라보다도 의료에 소비하는 국가의 전체 수입이 더 많다.
의료 채무는 미국인들이 파산하는 주 요인이기도 하다. 다양한 국제 약품 거래 단체들에 의해 수집된 자료들에 따르면, 미국은 생물 의학 연구와 개발의 선두자이고 새로운 생물의학 상품들을 도입하는 데도 세계적으로 선두하고 있다. 약품 거래 기구들이 주장하기를 미국의 비싼 의료비는 위와 같은 연구와 개발에 방대한 재투자를 조장한다고 한다. 미국에서 현재 이루어지고 있는 의료 보험 개혁에 관한 활발한 토론들은 의료, 접근성, 공정성, 효율성, 가격, 그리고 평등성을 갖는 권리에 대해 논의한다.
많은 사람들은 이러한 시스템이 소비되는 돈 만큼의 값어치를 갖지 못한다고 주장하기도 한다. 미국은 유아 사망과 수명에 관한 정책들에 관해서 다른 선진국들보다 두 배정도 뒤처진 것이 사실이다. 최근, 미국은 다른 산업 국가들 대부분보다 더 높은 유아 사망률을 보이고 있다. 미국의 수명은 세계에서 42번째로 뒤처지고 있으며, G5국 일본, 프랑스, 독일, 영국, 미국 중 마지막이며, 35위인 칠레와 37위인 쿠바보다 뒤처진다. 세계 보건 기구 WHO는 2000년에 미국의 의료 제도가 가장 비싸고, 전체적인 수행 능력은 37위, 연구에 포함된 191개국 중 의료제도의 전반적 수준은 72위라고 평가했다.
2008년, 연방기금(Commonwealth Fund)이 보고한 바에 따르면, 미국의 의료제도의 수준은 19개 비교된 다른 국가들 사이에서 마지막에 랭크되었다. 국가 과학 기관의 의학 기관은, 미국은 오로지 부하고 산업화된 나라일 뿐, 모든 국민이 받을 수 있는 보장제도는 가지고 있지 않다고 말했다. 의학계의 같은 기관의 보고서는 부족한 의료보험제도가 미국에서 매년 18000명의 불필요한 사망을 야기한다고 강조하고 동시에 하버드 대학이 미국의 공공건강 저널에 발표한 연구 또한 미국의 부족한 의료보험제도가 매년 44800명 이상의 사망을 야기한다는 것을 발표했다. 더 나아가서, 미국에서 보장을 받는 사람들과 받지 못하는 사람들의 전체 인구수는 1997년 평가에 따르면 매년 100,000명에 이르는 것으로 분석되고 있다.
미국의 의료는 간단한 의료 서비스에도 막대한 비용이 청구된다. 2021년 9월 30일 텍사스의 한 남성은 코로나 검사를 받고 $56,384를 청구받았다. 또한 미국에서는 보험 가입자라도 막대한 의료비용을 지출해야 한다. 해당 남성은 보험 가입자였기에 $16,915로 비용을 낮출 수 있었다

## 보험 관련 비용
현재 미국 의료 보장제도에 소비되는 지출양은 약 국민총생산의 16% 정도이다. 2007년에는 2.26 til. 이 의료보장제도에 소비되었고, 일 인당 약 8백만원을 지출했다고 평가되었다. 의료 값은 임금이나 물가폭등보다 더욱 빠르게 상승하고 있으며, GDP에서 소비되는 의료값은 앞으로도 계속 증가할 것으로 보인다. 이러한 현상이 2017년에는 GDP의 19.5%가 의료값으로 소비될 것을 예상한다. 사실, 미 정부가 의료제도에 투자하는 양은 캐나다보다 더 크며, 그 외에도 공공건강보험을 가지고 있는 일본이나 이탈리아, 영국보다도 더 많다. 그리고 민간보험기관이나 개인들은 더 많은 GDP의 일정 부분을 투자한다. 최근 연구가 보여준 것은 2007년동안 미국의 개인 파산의 62%는 의료 값이 요인이라는 것이다. 여러분이 워런버핏이 아닌 이상, 여러분의 가족은 병으로 인해 파산하는 것을 피할 수 없다. 미국의 의료보험제도는 보호해 줄 수 있는 부분이 너무 적다. 이는 이번 연구를 도운 하버드 대학의 데이비드 히멜스타인(David Himmelstein) 교수가 언급한 것이다.
미국은 1인당 소비를 다른 UN 회원국 어느 나라보다도 더 많이 의료제도에 투자한다. 또한 국가 예산의 일부를 캐나다, 독일, 일본보다도 더 많이 의료제도에 투자한다. 2004년, 미국은 의료시스템에 1인당 6백만원 정도를 소비했다. 미국이 약 처방에 관한 보험제도를 2006년 발효했지만, 대부분의 처방전이 필요한 약들은 다른나라들보다 더 비싸다. 이는 정부가 가격 제한을 두지 않은 부분에 책임이 있다. 또한 일반약 사용을 제한하는 지적재산권의 강화 등 여러 가지 요인이 작용한다. 어떤 미국 시민들은 좀 더 저렴하게 약을 구입하기 위해 외국에서 직접적, 또는 간접적으로 구입한다.

## 의료보험 혜택을 받지 못하는 자들
미국 인구조사국에 따르면 건강보험이 없는 미국 시민은 2007년 인구의 15.3% 로 4570만 명이다. 다른 연구들은 부분적으로 보험혜택을 받거나 아예 받지못하는 수가 2007에서 2008년 사이에 8670만으로 높았다. 이는 미국 인구의 29%에 해당하는 수이며, 이 중 3명 중 1명 꼴로 65세 이하였다.

## 주 차원의 개혁 시도
몇 몇 주가 전반적인 의료보험제도를 위해 진지하게 나섰다. 가장 눈에 띄는 주는 미네소타, 메사추세츠, 코네티컷이다. 가장 최근의 예로는 2006년 메사추세츠 의료개혁안이다. 의료보장 혜택을 받지 못하는 거주자의 분포율은 주마다 다양하다. 텍사스는 24%로 가장 높은 비보험자수를 보여준다. 뉴 멕시코주는 22%로 2번째이다.

## 같이 보기
- 대한민국의 의료
- 중국의 보건의료
- 일본의 보건의료
- 인도의 보건의료